# Eurythmics
Eurythmics var en new wave- og synthpopduo, der blev dannet i 1980 med Annie Lennox og Dave Stewart. Oprindeligt hed de The Tourist. De var blevet finansieret af bl.a. Elton John, men formåede at formøble pengene, inden de havde været i studiet.
De slog for alvor igennem på deres andet album Sweet Dreams (Are Made of This), som også er navnet på den mest succesfulde af singlerne. Ud over "Sweet Dreams" var nummeret "Love Is a Stranger" også på albummet.

## Pause
Duoen var fra 91 til 98 gået i opløsning, men i 1999 mødtes Lennox og Stewart igen og besluttede sig for at starte bandet op igen, hvilket resulterede i albummet Peace, som blandt andet indeholder numrene "17 Again" og "I Saved the World Today". I 2014 blev Eurythmics samlet igen kortvarigt i forbindelse med The Recording Academys hyldest af The Beatles under titlen "The Night That Changed America: A Grammy Salute to The Beatles".

## Stil
Eurythmics var med til at sætte gang i den store new wave-bølge, der havde sin storhedstid i 1980'erne. Gruppen er senere gået over i en lidt mere rocket genre.
På deres seneste album Peace er de dog blevet mere afdæmpede og popinspirerede.

## Diskografi
- In the Garden (1981)
- Sweet Dreams (Are Made of This) (1983)
- Touch (1983)
- Be Yourself Tonight (1985)
- Revenge (1986)
- Savage (1987)
- We Too Are One (1989)
- Greatest Hits (1991)
- Live 1983-1989 (1993)
- Peace (1999)
- Ultimate Collection (2005)
- Boxed (2005)